# Claude-Louis Berthollet

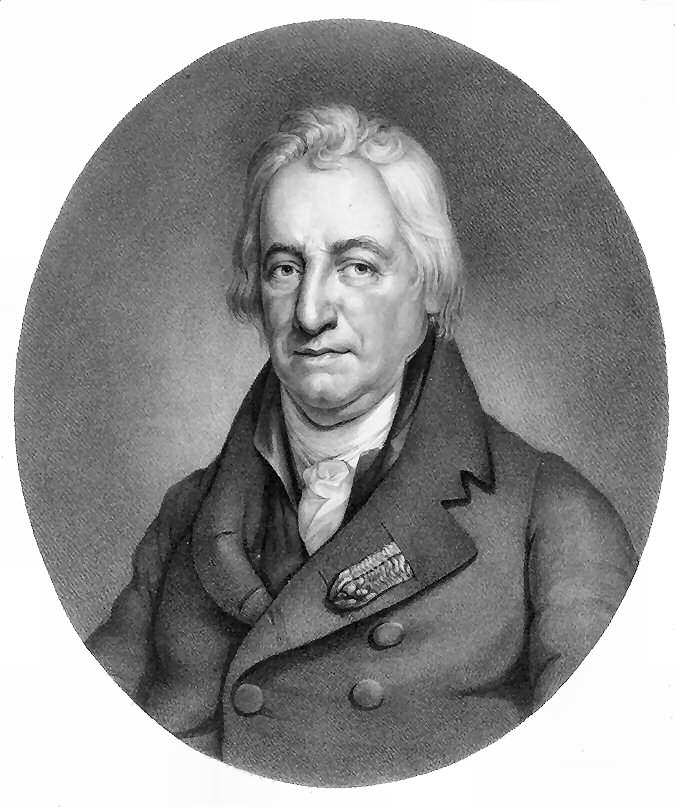
Berthollet

Claude-Louis, graaf van Berthollet (Talloires, 9 december 1748 – Arcueil, 6 november 1822) was een Franse doctor in de geneeskunde maar legde zich vooral toe op de studie van de scheikunde.
Nadat hij korte tijd hoogleraar geweest was aan de École normale te Parijs, werd hij een der medestichters van de beroemde École polytechnique, waar hij hoogleraar in de chemie werd. Hij gaf twee theoretische werken uit, Essay de statistique chimique (1803) en Recherche sur les lois de l'affinité (1801), die de grondslag vormden van de wet der massawerking, pas 60 jaar nadien door Guldberg en Waage opgesteld.
Hij ontkende de juistheid van de wet van de gehele proporties, die was voorgesteld door Proust. Berzelius toonde echter aan dat Proust gelijk had en Berthollet moest zijn verzet opgeven. Veel later echter bleek dat in het geval van vaste stoffen er wel degelijk verbindingen bestaan waarvan de stoichiometrie aanzienlijk kan variëren. Deze stoffen zijn niet moleculair van aard en worden naar Berthollet wel bertholliden genoemd.